# Most pri Bratislave
Most pri Bratislave é um município da Eslováquia, situado no distrito de Senec, na região de Bratislava. Tem 19,01 km² de área e sua população em 2019 foi estimada em 3716 habitantes.

## Demografia
| Ano:        | 1994 | 2004   | 2014    | 2024    |
| ----------- | ---- | ------ | ------- | ------- |
| Broj ljudi: | 1527 | 1594   | 2590    | 4533    |
| Razlika:    |      | +4,38% | +62,48% | +75,01% |

| Ano:               | 2023 | 2024   |
| ------------------ | ---- | ------ |
| Número de pessoas: | 4425 | 4533   |
| Diferença:         |      | +2,44% |